# Princípio da aquisição processual
Em direito, o princípio da aquisição processual ou comunhão da prova estabelece que, vez entregues as provas ao tribunal, elas passam a pertencer ao processo e torna-se irrelevante quem as forneceu. Tanto que, não pode a parte seccionar a prova para aproveitar apenas a parcela que lhe interessa apresentada em juízo, a prova pertence ao processo e não as partes, podendo ser aproveitada em favor ou desfavor de qualquer pólo (ativo ou passivo) da demanda.
Dessa forma, entenda-se: a prova pertence ao processo, até porque são destinadas a formar a convicção do órgão julgador. Neste sentido, vide questão 45 de processo civil, versão 3, da prova do concurso de juiz de direito do TJMT, realizada em 29/11/2009.